# ساعي البريد (فلم)
ساعي البريد هو فيلم أمريكي من إنتاج شركة وارنر براذرز وإنتاج وإخراج وتمثيل كيفن كوستنر عن الرواية بنفس الاسم الفائزة بأدب الخيال العلمي لديفد برين عام 1985، وينتمي الفيلم لصنف أفلام ما بعد دمار الحضارة الإنسانية وهي ثاني تجربة لكوستنر في هذا المجال بعد فيلم عالم المياه. وتم تصوير الفيلم في شمال شرق ولاية واشنطن (شلالات ميتالين)، وجزيرة فيدالجو في واشنطن، وأواسط ولاية أوريغون وتوسن، أريزونا. وشارك في بطولة الفيلم ويل باتون، لارنز تيت، أوليفيا وليامز، جيمس روسو، دانيال فون بارغن، توم بيتي، سكوت بيرستو، روبرتا ماكسويل، ماري ستيوارت ماسترسون وجورج واينر.
وتدور أحداث الفيلم في شمال غرب الولايات المتحدة بعد نهاية العالم لسبب غير محدد أثر بشكل كبير على الحضارة البشرية. بطل القصة هو أحد الناجين الرحل الذي يهرب من جيش أحد أمراء الحرب ويجد نفسه دون قصد شخصية محبوبة تعيد الأمل لتحقيق السلام.
وأصدر الفيلم في يوم عيد الميلاد عام 1997 من قبل وارنر براذرز.

## قصة الفيلم
في عام 2013، ينهار المجتمع العالمي والحضارة بسبب حرب نووية (وتبين فيما بعد أنه كانت هناك حرب في أوروبا أيضا)، وتبقى بعدها مجموعات متناثرة من التجمعات السكنية الباقية. يأتي في هذه القفار رحالة (كيفن كوستنر) يتجول في سهول ولاية أوريغون، ويقوم بعروض لمسرحيات شكسبير مع بغله في البلدات التي يصل إليها مقابل الغذاء والماء. وفي ذات الوقت يظهر جيش من الفاشييين الجدد يقوده جنرال يدعى بيثليهيم (ويل باتون)، والذين يأخذون المؤن والرجال، فيجندون الممثل قسرا. وهذا الجيش يدعى الهولنيين وهم بقايا جيش شكله قائدهم ناثان هولن، وهو مزارع تحول إلى جنرال، الذي توفي قبل فترة طويلة. وأصبح بيثليهيم (والذي كان بائعا لآلات النسخ) قائد الجيش منذ ذلك الوقت.
يتم وسم كل جندي في بالرقم "8". ولدى بيثليهيم تابع مخلص وقاسي يدعى النقيب أيداهو (جيمس روسو). ويتم تنظيم الجنود عن طريق الخوف، والموت هو العقوبة الوحيدة. يرى بيثليهيم في الممثل تهديدا وشيئا ثمينا في نفس الوقت، ويرجع ذلك إلى ذكائه وثقته بنفسه. يلقبه الجنرال باسم «شكسبير»، وذلك بسبب مقدرته على الاقتباس من كلام الكاتب المسرحي. لكن الممثل لم يحب القائد ولا يريد للقتال في الجيش. كان يعلم أنه سيُقتل إذا هرب، فيصبر في انتظار الفرصة المناسبة.
في النهاية يتم اختيار «شكسبير» في رحلة لصيد أسد شوهد في وقت سابق. فيعثر على جثة كشاف ويعود بها، ثم يتحين الفرصة فيهرب بالقفز نحو النهر. يلتجئ لاحقا في عربة لنقل البريد مع الهيكل العظمي لساعي البريد الذي كان فيها، ويأخذ كيسا من الرسائل غير المسلمة، ويقرأ بعضا من الرسائل ويتدفأ بزي ساعي البريد الميت. يقوم بدفن الساعي الميت وينطلق في طريقه، ويصل إلى مستوطنة في جنوب أوريغون تدعى باينفيو. يدعي الجوال أنه ساعي بريد حقيقي من الحكومة المعادة حديثا. وادعى أنه تم تأسيس العاصمة الجديدة في مينيابوليس والتي يقودها رئيس جديد يدعى ريتشارد ستاركي (وهو الاسم الحقيقي لرينغو ستار). لم يتمكن في البداية من إقناعهم، إلا أنه عثر في حقيبته على رسالة موجهة إلى إحدى ساكنات البلدة، كتبتها شقيقتها في دنفر قبل 15 عاما. في حين أن البعض كان مشككا، فقد استطاع إقناع الأغلبية التي أرادت أن تؤمن بالأمة المعادة حديثا. فقاموا بإعطاء ساعي البريد المزيد من الرسائل ليقدمها.
ألهم ساعي البريد مراهقا يدعى فورد لينكون ميركوري (لارنز تيت)، وأقسم أمامه بالقسم المزيف لخدمة البريد المعادة. في إحدى الليالي، أتت لساعي البريد امرأة تدعى آبي (أوليفيا ويليامز)، وهي امرأة تريد تحمل منه بسبب عقم زوجها. تردد ساعي البريد في البداية، ولكن قضى الليل معها بوافقة زوجها. هرب ساعي البريد بعدها من المدينة. يلأتي الجنرال بيثليهيم بغتة إلى باينفيو بعد عدة أيام ويعلم بخبر «ساعي البريد» وحكاياته عن الحكومة المعادة. ويعتبر الأمر خيانة، دون أن يدرك أن «شكسبير» و«ساعي البريد» في الواقع هما نفس الرجل.
يقوم بيثليهيم بحرق العلم الأمريكي ومكتب البريد الجديد. ثم يقوم لاحقا بقتل زوج آبي عندما رفض السماح له بممارسة الجنس معها. يتقابل بيثليهيم مع ساعي البريد خلال معركة في مدينة أخرى تدعى بينينغ والتي وقف أهلها في وجه الجنرال. أنقذت آبي من جيش بيثليهيم، وهرب الاثنان بصعوبة إلى الجبال المحيطة، لكن ساعي البريد تلقى جرحا بالغا.
يختبئ ساعي البريد وآبي في كوخ مهجور في الجبال. أراد ساعي البردي البقاء هناك وتجنب المتاعب، إلا أن آبي تقنعه بالعودة. وتخبره آبي أنها حامل منه. عندما يحل الربيع، ويعبران الجبال ويقابلان فتاة زعمت أنها ساعية بريد. وتبين أن فورد لينكون ميركوري غادر باينفيو ونظم الخدمات البريدية بنفسه، وربط التجمعات السكنية في المنطقة. وهم يساعدون البلدات والمستوطنات على التواصل ونشر حكايات خيالية حول الحكومة المعادة.
أمر بيثليهيم بإعدام سعاة البريد، وتصاعدت المعارك إلى حرب. وحصل ساعي البريد على مساعدة من محارب قديم في حرب فيتنام، والذي علّمه خطط حرب العصابات. ومع ذلك، فإن أغلب السعاة كانوا في معظمهم من المراهقين ضد عدو أفضل عدة وعتادا. وأثار ارتفاع عدد الضحايا قلق ساعي البريد فأمر بحلّ خدمة البريد. وكتب رسالة أخيرة سلمت إلى بيثليهيم، قائلا أن خدمة البريد قد انتهت وكذلك الحكومة المعادة. تطوع فورد لتسليم الرسالة، وهو يعلم أنه سيقتل بعدها. قرأ بيثليهيم الرسالة ولكنه لم يصدق أن الأمر انتهى، وخطط لقتل فورد وساعٍ آخر قبض عليه. التقي فورد مع الساعي الآخر الذي قدم نفسه على أنه ساعي بريد من كاليفورنيا، وهذا يعني أن مناطق أخرى من البلاد وبدأت تعمل نحو إعادة الحكومة (من المحتمل أنها استوحت قدوة ساعي البريد). يدرك بيثليهيم أن فكرة إعادة البناء خرجت عن السيطرة ولم يعد قادرا على احتوائها، وأن قتل فورد لن يفعل شيئا. قرر إبقاء فورد كرهينة، ولكنه أعدم الساعي الآخر.
قرر ساعي البريد وآبي ومجموعة صغيرة من السعاة السفر غربا، بعيدا عن أرض الهولنيين. فيصلون إلى مدينة تدعى بريدج سيتي بنيت على جدار سد قديم. ويديرها أحد المشاهير من قبل الحرب، هو توم بيتي (وإن لم يذكر بالاسم، ولكنه ألمح إلى أنه «كان شهيرا ذات مرة»). بدا أنه كان محاصرا بين السد وكشافة بيثليهيم، يقوم قائد المدينة بمساعدة ساعي البريد بالفرار في عربة كابل لإيجاد متطوعين لقتال قوات بيثليهيم. وقبل أن يغادر، يقضى ساعي البريد وآبي لحظاتهما الأخيرة معا.
يجمع ساعي البريد عددا كبيرا من المتطوعين في محاولة أخيرة لإنهاء الصراع. استعمل خطاب الملك هنري الخامس قبل معركة أجينكورت، وتمكن من حشد قواته. ومع ذلك، لم يكن يريد أي خسائر فعلية في المعركة، فيقوم ساعي البريد بتحدي بيثليهيم شخصيا على زعامة الهولنيين، حيث طالب بحقه في «القانون 7»، الذي تعلمه في الفترة التي قضاها في الجيش. وينص القانون على أي عضو من الهولنيين يمكنه تحدي الزعيم، وإذا انتصر يأخذ مكانه. يدرك بيثليهيم وقتها أن ساعي البريد و«شكسبير» هما نفس الرجل، ويقبل التحدي ولكنه يهزم. ولأنه لا يقبل الهزيمة منه، ويحاول إطلاق النار على ساعي البريد، ولكنه قتل على يد الضابط الأول السابق غيتي (جو سانتوس). يسلم الضابط نفسه لساعي البريد، وتبعه بقية الهولنيين. وبعد أن استقرت آبي مع ساعي البريد في بريدج سيتي، ولدت طفلة سمتها هوب.
وتنتهي القصة بعد 30 عاما، عندما تحضر هوب (ماري ستيوارت ماسترسون)، حفلا تكريميا في سانت روز، أوريغون، لوالدها الراحل. يظهر في المشهد أن البلاد عادت في تقدمها لما كانت عليه قبل الحرب من الملابس الحديثة وعلامات التكنولوجيا الحديثة. وكشف النقاب عن تمثال نقش تحته، «أوصل رسالة أمل تبناها جيل جديد». ويحدق رجل وزوجته في التمثال ساعي البريد وهو يأخذ رسالة من صبي صغير، مرددا لمشهد سابق في الفيلم، ويهمس الرجل بهدوء، «كان ذلك الصبي أنا».

## توزيع الأدوار
- كيفن كوستنر – ساعي البريد.
- ويل باتون – جنرال بيثليهيم.
- لارنز تايت – فورد لينكون ميركوري.
- أوليفيا وليامز – آبي.
- جيمس روسو – النقيب آيداهو.
- دانييل فون بارغن – العمدة بريسكو.
- توم بيتي – عمدة بريدج سيتي.
- جيوفاني ريبيسي - اللص رقم 20.
- كما اشترك مع كوستنر ثلاثة من أولاده هم ليلي وآني وجو.

## ديفد برين عن الفيلم
كشف المؤلف ديفيد برين على موقعه الشخصي، بأنه في الوقت الذي كانت فيه الاستوديوهات تزايد على رواية ساعي البريد، قررت زوجته أن يكون كيفن كوستنر هو من يمثل ساعي البريد، وكان ذلك أثناء تصويره لفيلم حقل الأحلام. وافق برين حيث قال بأن العواطف التي مثلها في فيلم حقل الأحلام تماشت مع الرسالة التي كان ينوي إيصالها بروايته. بعد عقد من الزمن، وبعد الموافقة على اختيار كوستنر في دور البطولة، قال برين أنه تحمس للموضوع – وبالذات عندما كان تفسير كوستنر لرواية ساعي البريد مشابها لتفسير برين. تخلص كوستنر من النص القديم (الذي عكس فيه الرسالة الأخلاقية للرواية) وعين كاتب النصوص بريان هيلغلاند؛ وقال برين أن كلاهما «أنقذ 'روح' الشخصية المركزية» وأرجعوا رسالة القصة لتتكلم عن الأمل.
في مقابلة مع مترو قبل بداية التصوير، أبدى برين أمله بأن يترك ساعي البريد إحساسا بالخير مثل حقل الأحلام عوضا عن فيلم عالم المياه، وقال بأنه، خلافا لأفلام ما بعد الدمار التقليدية التي ترضي «خيال الأولاد بالسيطرة على عالم لا قواعد فيه»، فالمغزى المقصود من ساعي البريد «أنه إذا فقدنا حضارتنا، فسندرك جميعنا كم نفتقدها، وندرك وجود معجزة بسيطة وهي أن تحصل على بريدك كل يوم»

## الاستقبال
تلقى ساعي البريد تقييمات سلبية. أعطى ستيفن هولدن في نيويورك تايمز تقييما قاسيا وانتقد الفيلم بسبب «عاطفيته المزيفة» و«نعرته القومية الصبيانية». كما وصف روجر إيبرت ساعي البريد بأنه «طيب القلب ولكنه أحمق ومدعي». مع هذا اعترف إيبرت بالفيلم كأمثولة فاشلة، وقال أن المشاهدين «يجب ألا يلوموهم على المحاولة». في برنامج «على الأفلام»، أعطى جين سيسكل وإيبرت الفيلم «إبهامين نحو الأسفل»، وسماه سيسكل «الرقص مع نفسي» (في إشارة بفيلم كوستنر الحائز على الأوسكار الرقص مع الذئاب) وفي إشارة إلى مشهد التمثال البرونزي.
طبقا لموقع الطماطم الفاسدة، أعطى النقاد الفيلم 9% كتقييم إيجابي مستندة على 31 تقييم، بتقدير نقدي متوسط يبلغ 3.8 من 10. وأعطى ميتاكريتيك الفيلم درجة 29 من 100 مستند على 14 تقييم.
كان فشل الفيلم بارزا أيضا في شباك التذاكر. فقد أنتج بميزانية تبلغ 80 مليون تقريبا، وكانت عائداته أقل من 18 مليون.
سخرت عائلة سيمبسون من ساعي البريد في حلقة من عام 1999 «مونتي لا يشتري لي الحب»، حيث تشاهد ليسا الفيلم على دي في دي في متجر عملاق جديد. يظهر الفيلم بينما ساعي البريد يمشي بدون هدف، مع صوت كوستنر يعتذر عن الفيلم مرارا وتكرارا على سجلات التعليق.

### الترشيحات والجوائز
| الجائزة     | الفرع               | المرشح           | النتيجة |
| ----------- | ------------------- | ---------------- | ------- |
| جائزة زحل   | أفضل فيلم خيال علمي | The Postman      | رُشِّح     |
| جائزة زحل   | أفضل ممثل مساعد     | ويل باتون        | رُشِّح     |
| جائزة زحل   | أفضل ممثل           | كيفن كوستنر      | رُشِّح     |
| جائزة راتزي | أسوء ممثل           | كيفن كوستنر      | فوز     |
| جائزة راتزي | أسوء مخرج           | كيفن كوستنر      | فوز     |
| جائزة راتزي | أسوء فيلم           | كيفن كوستنر      | فوز     |
| جائزة راتزي | أسوء فيلم           | ستيف تيش         | فوز     |
| جائزة راتزي | أسوء فيلم           | جيم ويلسون       | فوز     |
| جائزة راتزي | أسوء نص             | إريك روث         | فوز     |
| جائزة راتزي | أسوء نص             | بريان هيلغلاند   | فوز     |
| جائزة راتزي | أسوء أغنية أصلية    | الموسيقى بكاملها | فوز     |
| جائزة راتزي | أسوء فيلم في العقد  | ساعي البريد      | رُشِّح     |